# Flirting – Spiel mit der Liebe
Flirting – Spiel mit der Liebe (Originaltitel Flirting), ein australischer Spielfilm, wurde 1990 von Regisseur und Drehbuchautor John Duigan als Fortsetzung des bereits 1987 entstandenen Films Das Jahr meiner ersten Liebe gedreht. Die ursprünglich als Trilogie vorgesehene Lebensgeschichte des linkischen australischen Jugendlichen Danny Embling (Noah Taylor), die autobiographische Züge von Regisseur und Autor John Duigan aufweist, kam nicht mehr zustande.
Der Film gewann 1990 den Australian Film Institute Award als bester Film. Nicole Kidman wirkte in diesem Film letztmals in einem australisch produzierten Film, bevor sie ihre Karriere in Hollywood fortsetzte.

## Handlung
Danny Embling, ein unbeholfener, unterentwickelter Teenager, der zeitweilig an Stotteranfällen leidet, besucht ein Jungeninternat in New South Wales in Australien. Es ist das Jahr 1965, und es sind einige Jahre vergangen, seitdem Danny eine romantische Beziehung mit einem Mädchen hatte (seine frühere große Liebe Freya aus Das Jahr meiner ersten Liebe verließ ihn an einem kritischen Punkt in seiner sexuellen Entwicklung). Langsam beginnt er Gefühle für Thandiwe Adjewa, ein ugandisch-kenianisch-britisches Mädchen (Vater Ugander, Mutter kenianische Britin), das die Mädchenschule jenseits des Sees besucht, zu entwickeln. Über den ganzen Verlauf des Schuljahres pflegen sie eine heranreifende Romanze, den vorhandenen strengen Vorschriften zum Trotz. Speziell Rassenpolitik (das Paar ist gemischtrassig) und gesellschaftliche Konventionen (Thandiwe wird von religiös beeinflussten Autoritätspersonen als rebellisch und dem Sexuellen zu offen eingestellt angesehen) bereiten Probleme.
Obwohl die Geschichte die universellen Themen von Romantik und Liebe beschreibt, stellt sie auch die Eigenschaften des „australischen Charakters“ auf den Prüfstand: bestehende Isolation (bei beiden durch geografische und milieubedingte Voraussetzungen hervorgerufen) und starke kulturelle Bande zu Großbritannien.

## Kritik
„Der von den jungen Darstellern hervorragend gespielte Film zeugt auch vom Einfühlungsvermögen des Regisseurs, der die Probleme seiner Protagonisten zwar ernst nimmt, sie jedoch mit erstaunlicher Leichtigkeit vermittelt.“